# Ялтирян Арам Вартересович
Ара́м Вартере́сович Ялтиря́н (Васильович) (13 травня 1914 — 18 грудня 1999) — радянський спортсмен-борець, один із засновників школи вільної боротьби в Україні. Багаторазовий чемпіон СРСР та призер чемпіонату Європи з боротьби (1947). Заслужений майстер спорту СРСР (1951), Заслужений тренер СРСР та суддя міжнародної категорії (1956).

## Життєпис
Народився Арам Вартересович 13 травня 1914 року у селі Крим (за вірменською традицією назви — Топти; тепер у М'ясниковському районі) Області Війська Донського неподалік Ростова-на-Дону. Походить з вірменської селянської родини, котрі 1780 року були переселені із Криму й дотепер проживали на Донщині. З малих літ допомагав батькам займатися хліборобством. Грав в національні ігри «гураш» та «кох», на нього звернув увагу тренер Мнацакан Симонович Хараманян.
1930 року вступив до Грозненського військового училища, але звідти був виключений, бо його батька приписали до кулаків. Повернувся до села, працював в колгоспі.
Поступає до Ростовського технікуму фізкультури, 1932 року почав займатися серйозно спортом — його помітив тренер, чемпіон СРСР Олександр Пустинников. На першому ж тренуванні йому зламали ребро, але такі «дрібниці» не зігнали його з килима. Вивчати боротьбу в середині 1930-х років вирушив до Харкова, вступив до Харківського інституту фізкультури.
Тренувався у чемпіона СРСР з боротьби Олександра Сиротіна. Одразу продемонстрував високі результати, як борця його помітили в «Динамо» й запросили до Києва.
1938 року в фіналі чемпіонату СРСР по класичній боротьбі переміг у двобоях з Олександром Борзовим, М.  Баскаковим, О. Туруненом та здобуває своє перше чемпіонство. Також був чемпіоном СРСР у 1939 і 1940 роках.
З 1938 і по 1952 рік був практично непереможним, його 4 поразки сприймалися як випадковість.
8 разів вигравав чемпіонати СРСР з вільної боротьби — 1945, 1946, 1947, 1948, 1949, 1950, 1951, 1952 роки.
6 разів ставав чемпіоном СРСР по греко-римській боротьбі — 1938, 1939, 1940, 1946, 1947, 1948 роки.
Брав участь у нацистсько-радянській війні, в складі 147-ї дивізії НКВС воював при обороні Києва, як лейтенант керував кулеметним розрахунком 4-го полку, відзначився в бою за Гнатівку. Відбили три атаки, поранило в ногу. Був полонений, зумів організувати втечу, перебував в підпіллі, згодом у патризанському загоні; має військові нагороди.
1945 року виступив на першому чемпіонаті СРСР і став чемпіоном.
У час дебюту радянської збірної на чемпіонаті Європи 1947 року по класичній боротьбі в Празі у ваговій категорії до 67 кілограмів кидає на лопатки олімпійського чемпіона та чемпіона світу Джелала Атіка та інших відомих борців, лише по очках поступився в фіналі шведу Гьості Френдсфорсу.
1952 року в складі дебютної радянської олімпійської збірної у Хельсінкі, брав участь у змаганнях по вільній боротьбі, зайняв четверте місце, після того йде на тренерську роботу.
Товаришував з олімпійцем Владленом Тростянським.
Як тренер підготував два десятки чемпіонів, серед них — заслужений тренер України Георгій Бураков, олімпійський чемпіон Борис Гуревич, чемпіони світу Володимир Синявський, Юрій Гусов, Володимир Гулюткін, бронзовий призер олімпійських ігор Михайло Шахов. Разом з Василем Миколайовичем Рибалком умовив Ярослава Волощука перейти на вільну боротьбу.
25 років керував збірною УРСР, і команда здобула багато перемог у матчах з командами Болгарії, Ірану, Польщі, Румунії, США, Фінляндії, Швеції, Японії.
Першим в СРСР отримав золоту медаль за підготовку борців міжнародного класу. Також був свого часу нагороджений орденом Трудового Червоного Прапора (1957) та орденом «Знак Пошани» (1969).
По приїзду з кожного міжнародного змагання влаштовував майстер-класи для своїх учнів, проводив семінари і завжди із задоволенням ділився секретами в особистих бесідах.
Про себе він казав: «Я вірменський син українського народу».
1986 року повертається в рідне село, продовжує працювати тренером — М'ясниковської ДЮСШ — котра від 2000 року носить ім'я Ялтиряна.